# Mesogobius batrachocephalus
Mesogobius batrachocephalus es una especie de peces de la familia de los Gobiidae en el orden de los Perciformes.

## Morfología
Los machos pueden llegar a alcanzar los 34,5 cm de longitud total. y 600 g de peso.

## Alimentación
Come principalmente peces hueso. 

## Hábitat
Es un pez de Clima templado (4 °C-18 °C). 

## Distribución geográfica
Se encuentra en el Mar Negro y el Mar de Azov. 

## Observaciones
Es inofensivo para los humanos. 